# Клементе, Людовик
Людовик Клеме́нте Гарсе́с (кат. Ludovic Clemente Garcés; род. 9 мая 1986, Андорра-ла-Велья) — андоррский футболист, полузащитник клуба «УЭ Санта-Колома» и национальной сборной Андорры.

## Биография

### Клубная карьера
С 2004 года по 2006 год являлся игроком клуба «Андорра» из Андорра-ла-Вельи, которая играла в низших дивизионах Испании. Затем перешёл в команду «Манреса», в составе которой играл на протяжении пяти лет. В сезоне 2011/12 выступал за «Энкам». Параллельно играя за одноимённую команду в мини-футбол. В 2012 году вернулся в стан «Андорры».

### Карьера в сборной
Выступал за юношескую сборную Андорры до 17 лет и провёл 3 матча в турнирах УЕФА. За сборную до 19 лет сыграл 6 игр. В составе молодёжной сборной до 21 года провёл одну игру в официальных турнирах УЕФА.
12 октября 2005 года дебютировал в национальной сборной Андорры в отборочном матче чемпионата мира 2006 против Армении (0:3), Клементе вышел на 6-й минуте вместо Марсио Виейры. В квалификации на чемпионат мира 2014 Людовик сыграл в 5 матчах.
Всего за сборную Андорры провёл 16 игр.